# Campeonato Mundial de Esgrima de 1952
O Campeonato Mundial de Esgrima de 1952 foi a 22ª edição do torneio organizado pela Federação Internacional de Esgrima (FIE). O evento foi realizado em Copenhaga, Dinamarca, reunindo apenas eventos não olímpicos. 

## Resultados
Feminino
| Evento             | Ouro                                                                | Prata | Bronze                                                                                      |
| Florete por equipe | Hungria · Ilona Elek · Margit Elek · Magdolna Kovács · Magda Zsabka | França · Catherine Delbarre · Odette Drand · Renée Garilhe · Françoise Gouny · Lylian Guyonneau · Françoise Mailliard | Itália · Irene Camber · Alberta Lorenzoni · Velleda Cesari · Silvia Strukel · Jenny Zanelli |

## Quadro de medalhas
| Ordem | País    | Medalha de ouro | Medalha de prata | Medalha de bronze |   |
| ----- | ------- | --------------- | ---------------- | ----------------- | - |
| 1     | Hungria | 1               |                  |                   | 1 |
| 2     | França  |                 | 1                |                   | 1 |
| 3     | Itália  |                 |                  | 1                 | 1 |
| TOTAL | TOTAL   | 1               | 1                | 1                 | 3 |